# New Moore Island
New Moore Island är en ö i Indien. Den ligger i den östra delen av landet, 1 400 km sydost om huvudstaden New Delhi.